# 久保田桂朗
久保田 桂朗（くぼた かつらお、1961年〈昭和36年〉5月23日 - ）は、日本の政治家。愛知県岩倉市長（3期）。

## 来歴
愛知県岩倉町（現・岩倉市）出身。岩倉市立岩倉北小学校、岩倉市立岩倉中学校、愛知県立明和高等学校卒業。1984年（昭和59年）3月、愛知工業大学工学部建築工学科卒業。同年4月、小牧市役所に入庁。
2013年（平成25年）7月から2016年（平成28年）11月まで岩倉市副市長を務めた。
2017年（平成29年）1月15日告示、1月22日投票の岩倉市長選挙に自由民主党・公明党の推薦を受けて立候補し、無投票で初当選した。1月29日、市長就任。2021年（令和3年）1月24日投開票の選挙で再選。2025年（令和7年）1月19日、無投票で3選。

## 市政
- 2020年（令和2年）5月14日、新型コロナウイルス対策の財源に充てるため、自身と副市長、教育長の5月から12月までの月額給与を10％減額する条例案を市議会臨時会に提出した[7][8]。同日、同条例案は可決された[9]。

## 家族
- 久保田宗一郎（父）[10] - 岩倉市助役。1989年7月から1997年7月まで2期8年、同市助役を務めた[11]。